# Sarinda longula
Sarinda longula là một loài nhện trong họ Salticidae.
Loài này thuộc chi Sarinda. Sarinda longula được Władysław Taczanowski miêu tả năm 1871.